# Калкот Матаскелекеле
Калкот Матаскелекеле (англ. Kalkot Mataskelekele) (нар. 1949) — політичний діяч Вануату, президент країни з 16 серпня 2004 до 16 серпня 2009 року.
Матаскелекеле є адвокатом столиці Порт-Віла й першим главою держави Вануату, хто має університетську освіту. Був обраний колегією виборщиків, яка складається з усіх членів парламенту й регіональних президентів (отримавши 49 із 56 голосів), 16 серпня 2004 і склав присягу того ж дня.
Був кандидатом у президенти на виборах у квітні 2004, його підтримував уряд Едуарда Натапеї. Однак після кількох безрезультатних раундів голосування в колегії виборщиків зазнав поразки від Альфреда Мазенга.